# Rue Thurot
La rue Thurot est une voie du centre-ville de Nantes, en France.

## Situation et accès
La rue du Port-au-Vin, qui relie la place du Commerce à la place de la Bourse, est pavée et fait partie d'un secteur piétonnier. Elle ne rencontre aucune autre voie.

## Origine du nom
La voie porte le nom du corsaire du XVIIIe siècle Antoine Thurot (1727-1760).

## Historique
Le côté ouest de la rue, se trouve l'hôtel d'Arquistade, du nom de son commanditaire, un armateur, ancien maire de Nantes en 1735-1736 et 1740-1747, René d'Arquistade (1680-1754). Le bâtiment, attribué sans preuves à Germain Boffrand, mélange les styles décoratifs classique et Louis XV. Le rez-de-chaussée présente les arcades communes à tous les immeubles de cette époque, sous un entresol surmonté de balcons. Les pilastres doriques qui partent du sol jusqu'au balcon filant sur corniche saillante du deuxième étage sont plus originaux ; ils sont prolongés au-dessus par des pilastres ioniques à chapiteaux décorés de feuillages. Les boiseries d'un appartement du deuxième étage portent la marque de son concepteur, l'architecte Pierre Rousseau.
Depuis 1790, le côté est de la rue est occupé par Palais de la Bourse.